# Nicky Mondellini
Nicoletta Edna Mondellini Hammond, más conocida como Nicky Mondellini (Milán, 6 de julio de 1966), es una actriz mexicana de origen italiano.

## Biografía
Nicky Mondellini es de madre británica, Joan, y de padre italiano, Mario. Se trasladó a la Ciudad de México con su familia cuando su padre fue transferido por su empresa. Tiene dos hermanas.
Desde la primera infancia, fue iniciada en las artes de la interpretación y el baile por su madre, una coreógrafa profesional. Comenzó su carrera como actriz cuando tenía 12 años en el musical Sweet Charity y continuó su carrera en telenovelas en la cadena mexicana Televisa, en obras de teatro clásico y en películas. 
Nicky decidió mudarse con su familia a Houston, Texas en 2005, tras el secuestro de dos de sus amigas actrices en la Ciudad de México. Actualmente es la presentadora del programa de televisión Salud vital, y ha participado en dos películas producidas en Houston.
Ha sido nominada en dos ocasiones en los Premios TVyNovelas como mejor actriz principal. Habla con fluidez cinco idiomas; (español, inglés, italiano, francés y alemán), es bailarina profesional, y tiene una licenciatura y una maestría en el Instituto Nacional de Bellas Artes.
Nicky está casada con el ingeniero del petróleo estadounidense Alfonso Wilson, con quien ha tenido tres hijos: Mario, Robert, y Stephanie.
Hace algunos años la actriz tuvo un enfrentamiento con Armando Araiza cuando este la besó a la fuerza, ella lo golpeó durante las grabaciones de una telenovela

## Filmografía
- Contra viento y marea (2005) (telenovela) como Constanza Sandoval de Balmaceda.
- Corazones al límite (2004) (telenovela) como Lulú Gómez de Arellano.
- ¡Vivan los niños! (2002-2003) (telenovela) como Sofía de Luna.
- Ramona (2000) (telenovela) como Beatriz de Echagüe.
- Una luz en el camino (1998) (telenovela) como Victoria.
- Esmeralda (1997) (telenovela) como Dra. Rosario Muñoz.
- Al derecho y al Derbez (1995) (Programa cómico) como Mística (Actuación especial)
- Retrato de familia (1995-1996) (telenovela) como Patricia Cortés.
- Marimar (1994) (telenovela) como Gema.
- María Mercedes (1992-1993) (telenovela) como Mística Casagrande de Ordóñez.
- La pícara soñadora (1991) (telenovela) como Gina Valdez.
- Simplemente María (1989-1990) (telenovela) como enfermera de la clínica Valadéz.

## Premios y nominaciones

### Premios TVyNovelas
| Año  | Categoría                 | Programa/Telenovela | Resultado |
| ---- | ------------------------- | ------------------- | --------- |
| 1993 | Mejor revelación femenina | María Mercedes      | Nominada  |